# Palaemonoidea
Palaemonoidea è una superfamiglia di crostacei decapodi.

## Famiglie
- Anchistioididae (Borradaile, 1915)
- Gnathophyllidae (Dana, 1852)
- Hymenoceridae (Ortmann, 1890)
- Palaemonidae (Rafinesque, 1815)

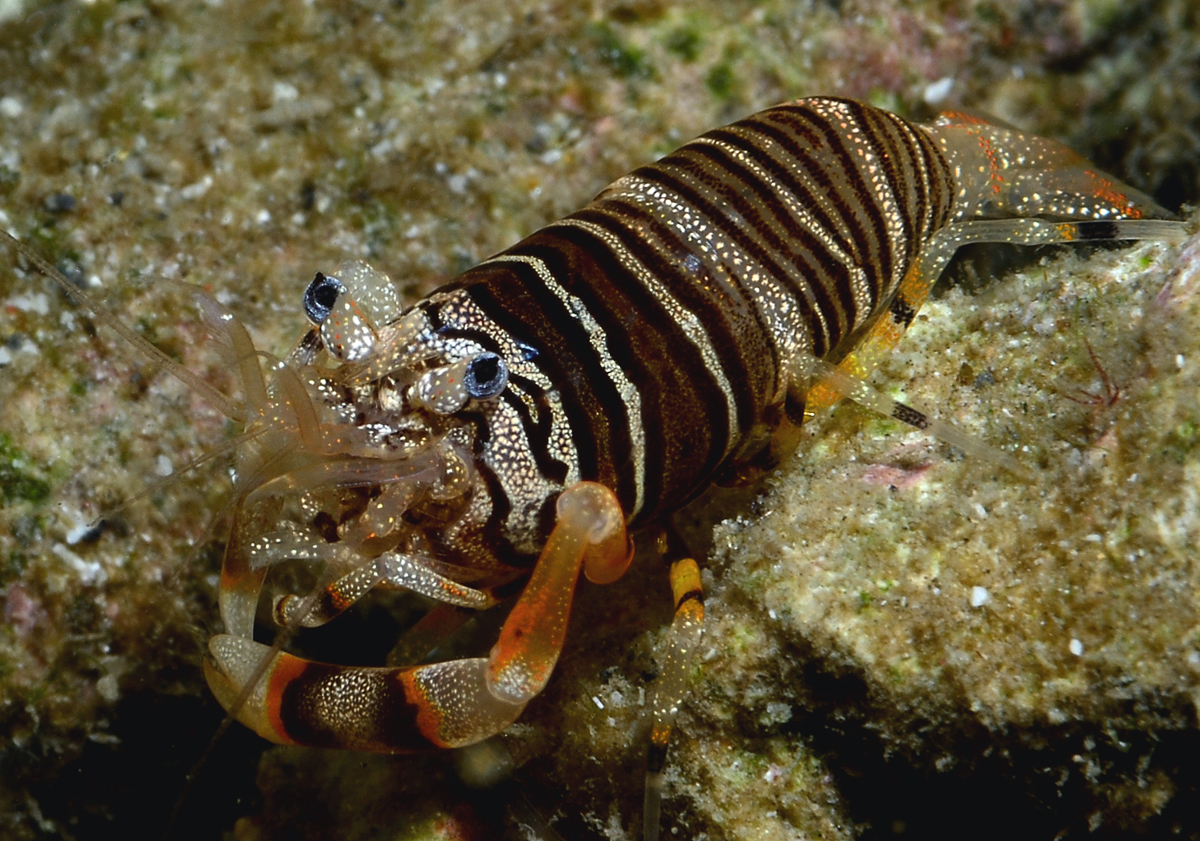
Gnathophyllum americanum, un Palaemonidae
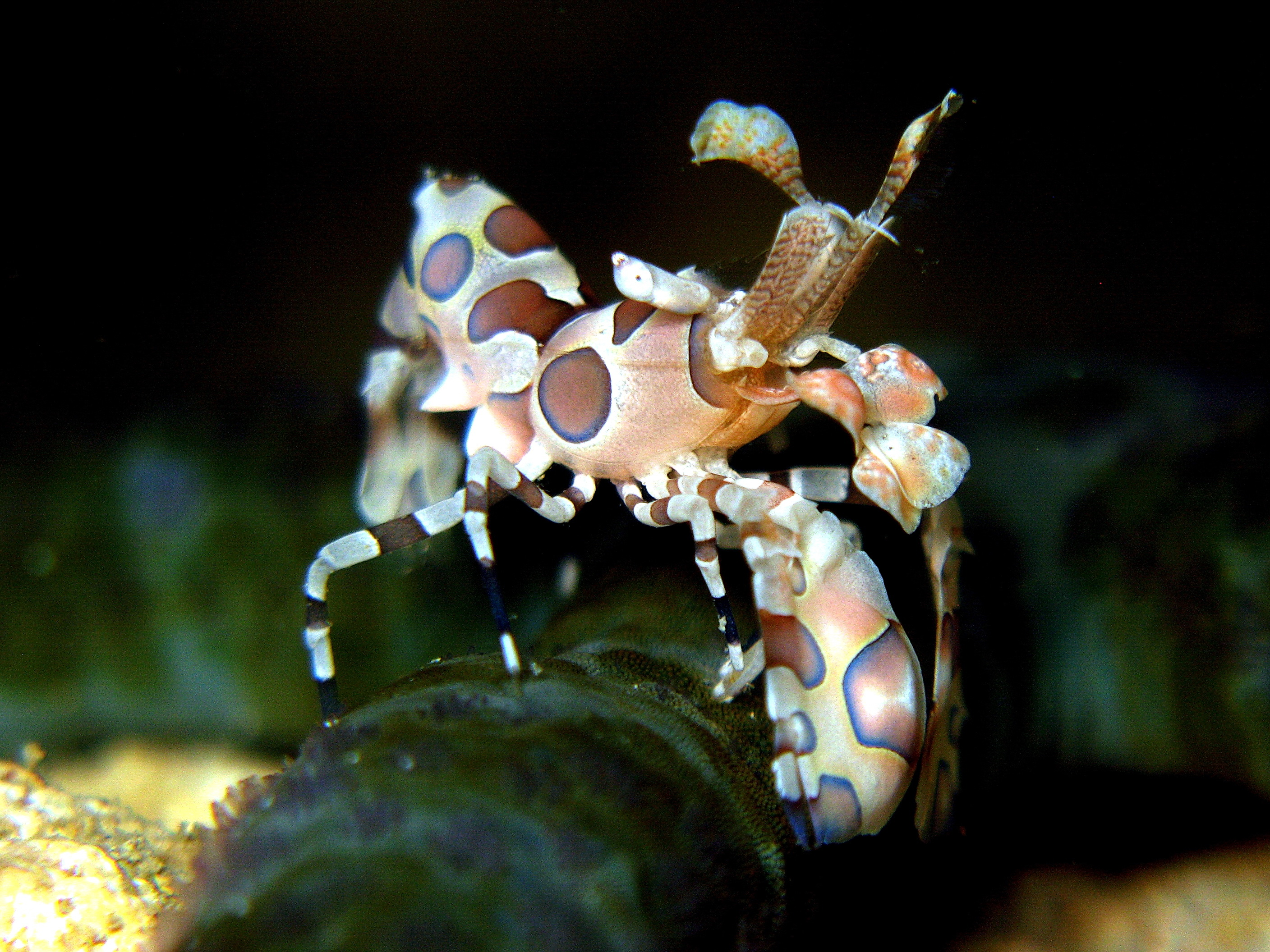
Hymenocera picta, la sola specie degli Hymenoceridae
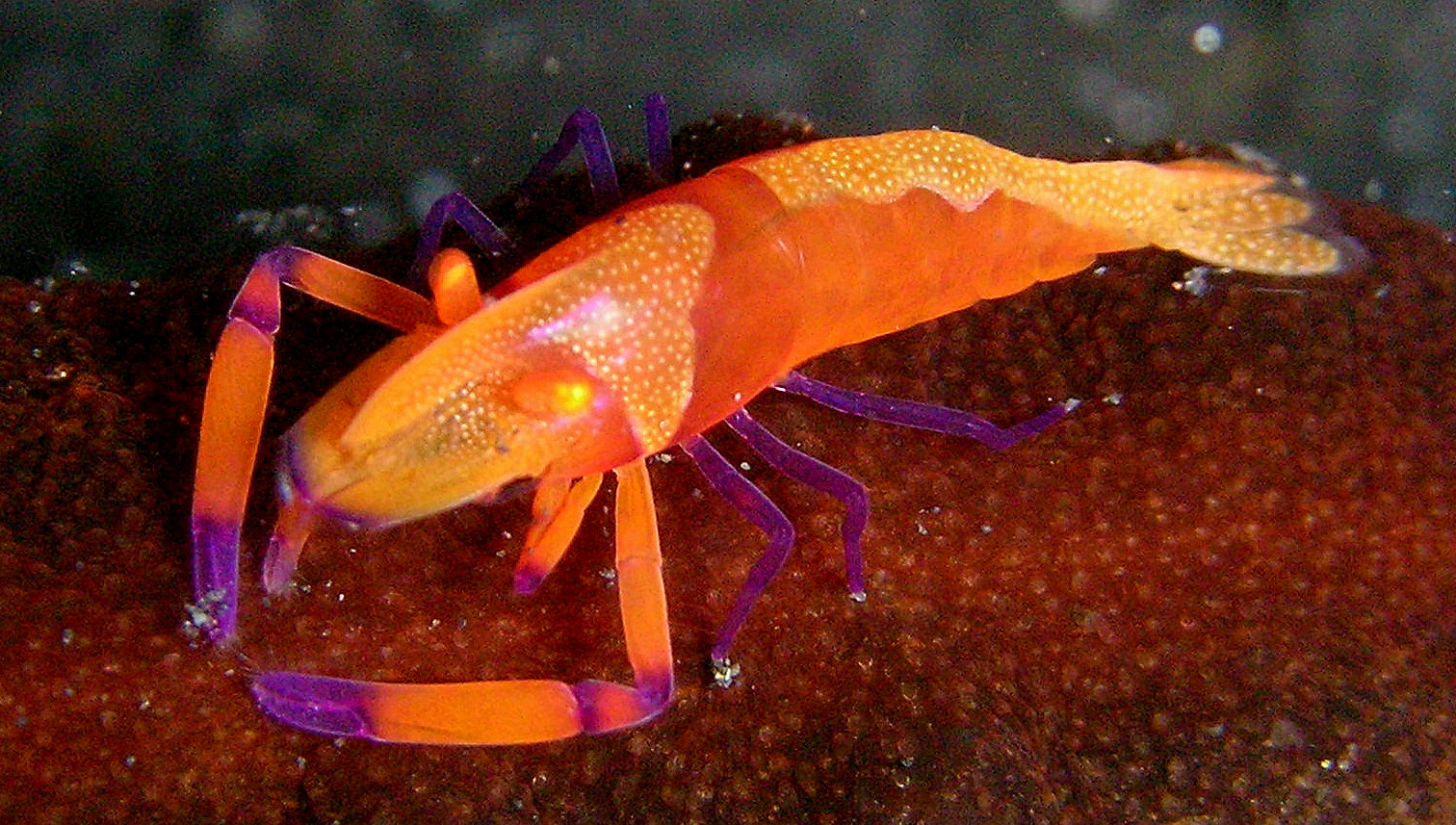
Periclimenes imperator, un Palaemonidae
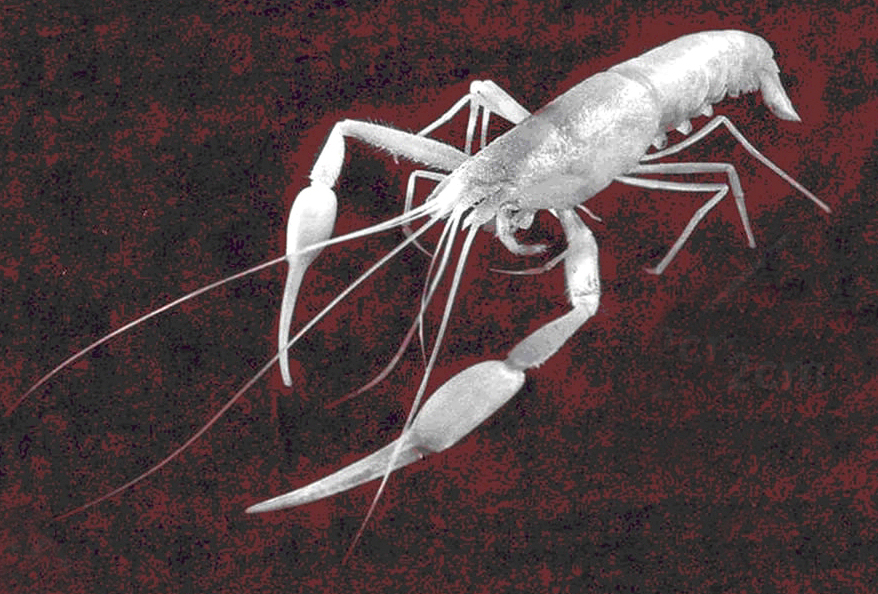
Typhlocaris ayyaloni, un Typhlocarididae
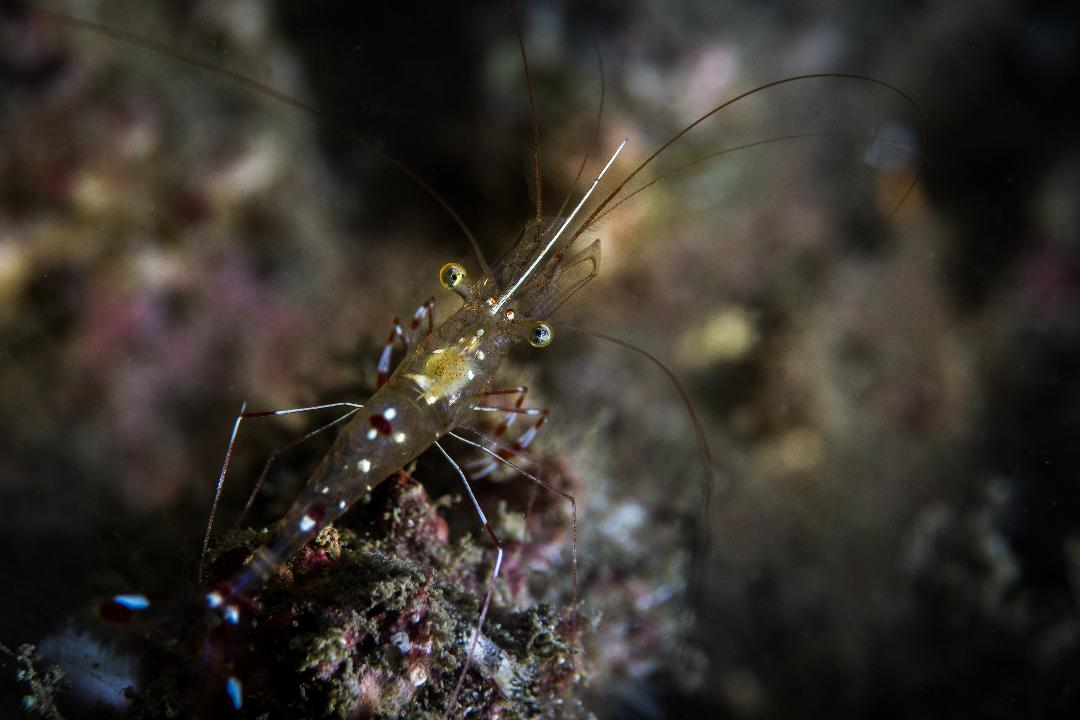
Urocaridella renatekhalafae, un Palaemonidae